# Rolf Sohlman
Rolf Peter Ragnarsson Sohlman (Stoccolma, 12 marzo 1954) è un attore e regista svedese.

## Biografia
È il figlio di Karin Falck oltre ad essere stato attore era anche regista di film per la televisione.

## Filmografia

### Attore

#### Cinema
- En kärlekshistoria, regia di Roy Andersson (1970)

- Släpp fångarne loss - det är vår!, regia di Tage Danielsson (1975)
- Mina drömmars stad, regia di Ingvar Skogsberg (1976)
- Hempas bar, regia di Lars G. Thelestam (1977)
- Valla Villekulla, regia di Jimmy Olsson - cortometraggio (2020)
- Fiktiv granskning - En grävande historia, regia di Jimmy Olsson (2022)

#### Televisione
- De hemligas ö – serie TV, 6 episodi (1972)
- Freewheelers – serie TV, episodi 7x09-7x13 (1972)
- Heja Björn – serie TV, episodio 2x01 (2002)
- c/o Segemyhr – serie TV, episodio 5x01 (2004)

### Regista

#### Televisione
- Pappa är död – film TV (1982)
- Varuhuset – serie TV, 12 episodi (1988-1989)
- Tack för Kaffet – serie TV (1991)
- Barnens Detektivbyrå – serie TV (1991)
- Kusiner i kubik – serie TV (1992)
- Rederiet – serie TV, episodi 4x10-4x11-4x12 (1994)
- Anmäld försvunnen – serie TV, 3 episodi (1995)
- Vänner och fiender – serie TV (1996)
- Lukas 8:18 – serie TV (1999)